# سی و چهارمین جشنواره جهانی فیلم فجر
سی و چهارمین جشنوارهٔ جهانی فیلم فجر از ۳۱ فروردین تا ۶ اردیبهشت ۱۳۹۵ در شهر تهران برگزار شد. دبیر جشنواره رضا میرکریمی بود و جایزهٔ سیمرغ زرین بهترین فیلم به قوچ‌ها اثر گریمور هاکونارسون تعلق گرفت.
پردیس چارسو کاخ جشنواره بود.

## هیئت داوران
اسامی هیئت داوران بخش‌های مختلف جشنواره به این شرح است:

### سینمای سعادت
- زینب آتاکان، تهیه‌کنندهٔ ترکیه‌ای
- امانوئل پروو، نویسنده و تهیه‌کنندهٔ فرانسوی
- ناصر تقوایی، نویسنده و کارگردان ایرانی
- تیان ژوانگ‌ژوانگ، تهیه‌کننده و کارگردان چینی
- خوزه لوئیس گرین، نویسنده و کارگردان اسپانیایی
- مجید مجیدی، نویسنده و کارگردان ایرانی
- ایوو فلت، تهیه‌کننده و صداگذار اهل استونی

### جلوه‌گاه شرق
- گلاب آدینه، بازیگر ایرانی
- جاوید جعفری، بازیگر هندی
- اسماعیل فرخی، نویسنده و کارگردان مراکشی
- ماریا ترسا کاوینا، برنامه‌ریز جشنواره‌های سینمایی
- صحرا کریمی، کارگردان افغان

### بین‌الادیان
- اشتفان فوئرنر، خبرنگار آلمانی
- ماگالی ون‌ریت، منتقد فیلم فرانسوی
- سید مصطفی محقق داماد، مجتهد و حقوقدان ایرانی

## فیلم‌ها
فیلم‌های زیر در بخش‌های اصلی جشنواره حضور داشتند:

### سینمای سعادت
| عنوان                      | عنوان اصلی یا انگلیسی      | کارگردان(ها)           | کشور                  |
| -------------------------- | -------------------------- | ---------------------- | --------------------- |
| ۱۹۴۴                       | 1944                       | المو نوگانن            | استونی و فنالند       |
| اروند                      | اروند                      | پوریا آذربایجانی       | ایران                 |
| ال کلاسیکو                 | ئێل کلاسیکۆ                | هلکوات مصطفی           | عراق، نروژ            |
| اماما                      | Amama                      | آسیر آلتونا ایزا       | اسپانیا               |
| تا همین حوالی              | Distancias cortas          | آلخاندرو گوسمان آلوارس | مکزیک                 |
| جنون                       | Abluka                     | امین آلپر              | ترکیه، فرانسه، قطر    |
| خانه‌ای در خیابان چهل و یکم | خانه‌ای در خیابان چهل و یکم | حمیدرضا قربانی         | ایران                 |
| سپیده‌دم                    | Ausma                      | لیلا پاکالنینا         | لتونی، استونی، لهستان |
| غزل غزل‌ها                  | Пісня пісень               | اوا نیمان              | اکراین                |
| قوچ                        | Hrútar                     | گریمور هاکونارسون      | ایسلند، دانمارک       |
| گنج                        | Comoara                    | کورنلیو پورومبوی       | رومانی، فرانسه        |
| گوارانی                    | Guaraní                    | لوئیس زوراکین          | پاراگوئه، آرژانتین    |
| من معلم هستم               | Я – учитель                | سرگئی موکرتسکی         | روسیه                 |
| نفس                        | نفس                        | نرگس آبیار             | ایران                 |
| نورفولک                    | Norfolk                    | مارتین رادیچ           | انگلستان              |

### جلوه‌گاه شرق
| عنوان                   | عنوان اصلی یا انگلیسی | کارگردان(ها)       | کشور                                                |
| ----------------------- | --------------------- | ------------------ | --------------------------------------------------- |
| A ۱۵۷                   | A ۱۵۷                 | بهروز نورانی‌پور    | ایران                                               |
| ۳۰۰۰ شب                 | ٣۰۰۰ ليلة             | مای المصری         | فلسطین، فرانسه، اردن، لبنان، قطر، امارات متحده عربی |
| برادرم خسرو             | برادرم خسرو           | احسان بیگلری       | ایران                                               |
| چه خانواده خارق‌العاده‌ای | 家族はつらいよ        | یوجی یامادا        | ژاپن                                                |
| حبیب‌الارض               | حبيب الأرض            | رمضان خسرو         | کویت                                                |
| خواهرم، خانم خوک‌ها      | 돼지 같은 여자        | جنگ مون-ایل        | کره جنوبی                                           |
| درخت گردو               | Walnut Tree           | یرلان نورموخامبتوف | قزاقستان                                            |
| ژانویه خونین            | Qanlı Yanvar          | وحید مصطفی‌یف       | آذربایجان                                           |
| سولومون                 | Solomon               | زازا خالواشی       | گرجستان                                             |
| شهید                    | الشهيد                | عبدالعلیم طاهر     | عراق                                                |
| غریبه                   | Жат                   | یرمک تورسونف       | قزاقستان                                            |
| کشاورزان                | Farmers               | زوراب کاوترادزه    | گرجستان                                             |
| گل زینا                 | Zinnia Flower         | تام شو-یو لین      | تایوان                                              |
| مادام کوراژ             | مدام كوراج            | مرزاق علواش        | الجزایر                                             |
| هاری                    | هاری                  | امیراحمد انصاری    | ایران                                               |
| همکلاسی جدید            | निल बट्टे सन्नाटा           | آشوینی آیر تیواری  | هند                                                 |

### جشنوارهٔ جشنواره‌ها
| عنوان                        | عنوان اصلی یا انگلیسی | کارگردان(ها)                | کشور                             |
| ---------------------------- | --------------------- | --------------------------- | -------------------------------- |
| آدم‌کش                        | 刺客聶隱娘            | هو شیائو-شین                | چین، هنگکنگ، فرانسه، تایوان      |
| آن (پورهٔ لوبیای شیرین)       | あん                  | نایومی کاواسه               | ژاپن، فرانسه، آلمان              |
| بره (فیلم ۲۰۱۵ اتیوپیایی)    | Efraín                | یارد زلک                    | اتیوپی، فرانسه، آلمان، نروژ، قطر |
| سلوک نفس                     | གངས་རིན་པོ་ཆེ            | ژانگ یانگ                   | چین                              |
| کوهستان جادویی               | La montagne magique   | آنکا دمیان                  | رومانی، فرانسه، لهستان           |
| کوه‌ها هم شاید از هم جدا شوند | 山河故人              | جیا ژانگ‌که                  | چین، فرانسه، ژاپن                |
| گورنبشته                     | Epitafio              | یولان اولایزولا، روبن ایماز | مکزیک                            |
| مادر من                      | Mia Madre             | نانی مورتی                  | ایتالیا، فرانسه                  |
| ماهانا                       | Mahana                | لی تاماهوری                 | نیوزلند                          |
| مهمان                        | Misafir               | مهمت ارییلماز               | ترکیه                            |

## جوایز
اختتامیهٔ جشنواره در ۶ اردیبهشت ۱۳۹۵ با معرفی برندگان در تالار وحدت انجام شد. مهسا ملک مرزبان مجری اختتامیهٔ بود. فهرست برگزیدگان جشنواره به این شرح است:

### سینمای سعادت
- سیمرغ زرین بهترین فیلم: قوچ‌ها به کارگردانی گریمور هاکونارسون
- سیمرغ سیمین، جایزهٔ ویژه هیئت داوران برای بهترین دستاورد هنری: اروند اثر پوریا آذربایجانی
- سیمرغ سیمین بهترین کارگردانی: امین آلپر برای جنون
- سیمرغ سیمین بهترین فیلمنامه: اسیر آلتونا ایزا، تلمو اسنال، میشل گازتامبید برای اماما؛ هنگامه سقوط یک درخت
- سیمرغ سیمین بهترین بازیگر زن: پانته‌آ پناهی‌ها برای نفس
- سیمرغ سیمین بهترین بازیگر مرد: سیگور سیگورجانسون و تئودور جولیوسن برای قوچ‌ها
- سیمرغ سیمین برای بهترین فیلم کوتاه: سهیل امیرشریفی برای دیدن

### جلوه‌گاه شرق
- بهترین کارگردانی: مرزاق علواش برای مادام کوراژ
  - دیپلم افتخار: بهروز نورانی‌پور برای A175
- بهترین فیلم: درخت گردو اثر یرلان نورموخامبتوف

### جایزهٔ محمدالامین
- امین پلنگی برای ازدواج با عشق در کابل

### بین‌المذاهب
- زمناکو اثر مهدی قربان‌پور
  - دیپلم افتخار: ازدواج با عشق در کابل اثر امین پلنگی و هستی اثر کمال پرناک

### هنر و تجربه
- تندیس بهترین فیلم کوتاه:، پیکره اثر کاتارزینا گوندک
- تندیس بهترین فیلم بلند: سپیده‌دم اثر لایلا پاکالنینا